# Свети Димитър (Бяла черква)
Вижте пояснителната страница за други значения на Свети Димитър.
„Свети Димитър“ е православен храм в Бяла черква, България.
Първата църква е построена през 1832 г. В нея са вградени колони от античния римски град Никополис ад Иструм. През 1866 г. е издигната нова църква, която съществува и до днес. В новата църква „Свети Димитър“ иконостасът и амвонът са дело на калоферски резбари. Майсторите-марангози участват в четата на Поп Харитон и Бачо Киро и загиват в Дряновския манастир през 1876 г.
На 6 юли (24 юни стар стил) 1877 г. Ирина Бачо-Кирова, придружена от местния свещеник Тодор Дончев Гецов, посреща с прочувствена реч руските освободителни войски от предния отряд на ген. Гурко, навлезли в селището. Възхитени от посрещането, руските офицери правят дарение от няколко златни рубли, с което Ирина Бачо-Кирова основава фонд за построяване на паметник в чест на Освобождението и освободителите. Събраните средства са използвани за построяване през 1878 г. на камбанария към черквата „Св. Димитър“ в Бяла черква. Тази камбанария е първият паметник в България в чест на Освобождението.
Църквата е културен и исторически паметник с висока художествена стойност. Там се съхраняват костите на Бачо Киро.